# Крымский богомольчик
Богомольчик крымский (лат. Ameles taurica) — вид насекомых из семейства настоящих богомолов.

## Систематика
Описан в 1903 году как отдельный вид рода Parameles российским энтомологом Василием Яковлевым из Крыма. Типовой материал, вероятно, утрачен. В дальнейшем название было сведено к синониму Ameles heldreichi. Сейчас систематическое положение таксона является спорным, одни исследователи рассматривают его в качестве самостоятельного вида Ameles taurica, другие — в качестве подвида Ameles heldreichi taurica.

## Описание
Буровато-серые богомолы, тело с мелкими тёмными штрихами и пятнышками. Длина тела 22—27 мм. Переднеспинка короткая. Глаза конические, с бугорком на вершине. Первый членик задней лапки короткий. Самцы мелкие, с хорошо развитыми прозрачными крыльями с тёмными жилками, летают. Надкрылья самца покрывают всё брюшко. Самки более крупные, их надкрылья укорочены, покрывают лишь первый брюшной сегмент. Крылья очень короткие, с черно-фиолетовым пятном. Бока переднеспинки самки с чёрными шипами. Брюшко самки расширенное на конце.

## Ареал
Южная Украина (Запорожская и Херсонская области), Крым. Встречается в том числе на острове Джарылгач. В 1996—2006 годах впервые найден на степных участках Темрюкского района Краснодарского края России. Обитает в степях.